# 무아의 상태에 관한 경
무아의 상태에 관한 경(무아상경, 팔리어:Anattalakkhaṇa Sutta, 산스크리트어:Anātmalakṣaṇa Sūtra)은 전통적으로 석가모니가 구경각을 이룬 뒤 제자들에게 두 번째로 설한 법문이다. 불교의 근본 교의인 무아의 바탕이 된다.

## 내용
이 담화에서 부처는 사람의 몸과 마음의 구성 요소인 물질, 느낌, 인식을 살펴보고 그것들이 각각 통제할 수 없으며, 영구적이지 않다고 말한다. 이는 고통(dukkha)에 가까운 것이며, 따라서 이것들을 자아와 동일시 하기에는 부적합하다는 것을 보여준다.
| “ | 비구들이여, 어떻게 생각합니까. 물질은 영원합니까 혹은 영원하지 않습니까. —영원하지 않습니다. 세존이시여. 그러면 영원하지 않은 것이 고통스럽습니까 혹은 즐겁습니까. —고통스럽습니다. 세존이시여 그러면 영원하지 않으며 무상하고, 고통스러운 것을 "이것은 나의 것이며, 이것이 자아며, 이것이야말로 나 자신이다”라고 말하는 것이 옳습니까? —그렇지 않습니다. 세존이시여. | ” |

## 같이 보기
- 무아
- 온 (불교)